# NGC 63
NGC 63 ist eine Spiralgalaxie im Sternbild Fische auf der Ekliptik. Sie ist schätzungsweise 58 Millionen Lichtjahre von der Milchstraße entfernt und hat einen Durchmesser von etwa 30.000 Lj.
Das Objekt wurde am 27. August 1865 vom deutsch-dänischen Astronomen Heinrich Ludwig d’Arrest entdeckt.

## NGC 63-Gruppe (LGG 3)
| Galaxie | Alternativname | Entfernung/Mio. Lj |
| ------- | -------------- | ------------------ |
| NGC 63  | PGC 1160       | 58                 |
| UGC 156 | PGC 1107       | 57                 |
| UGC 191 | PGC 1292       | 57                 |